# Scoparia benigna
Scoparia benigna là một loài bướm đêm trong họ Crambidae.